# Vráteň
Vráteň är ett berg i Tjeckien.   Det ligger i regionen Liberec, i den centrala delen av landet, 50 km norr om huvudstaden Prag. Toppen på Vráteň är 500 meter över havet, eller 177 meter över den omgivande terrängen. Bredden vid basen är 17,4 km.
Terrängen runt Vráteň är huvudsakligen platt.Runt Vráteň är det ganska tätbefolkat, med 52 invånare per kvadratkilometer. Närmaste större samhälle är Mladá Boleslav, 19,2 km öster om Vráteň. Trakten runt Vráteň består till största delen av jordbruksmark.